# ماریوس بی. یانسن
ماریوس بی. یانسن (انگلیسی: Marius B. Jansen; ۱۱ آوریل ۱۹۲۲ – ۱۰ دسامبر ۲۰۰۰) مورخ اهل ایالات متحده آمریکا بود. یک آکادمیک، مورخ آمریکایی و استاد بازنشسته تاریخ ژاپن در دانشگاه پرینستون بود.
وی همچنین برندهٔ جوایزی همچون شخصیت دارای شایستگی فرهنگی و کمک‌هزینه گوگنهایم شده است.

## زندگی‌نامه
یانسن در Vleuten در هلند از جراردا و بارتوس یانسن، گلفروشی که خانواده‌اش را در پاییز ۱۹۲۳ به جانستون، رود آیلند نقل مکان کرد، متولد شد.